# Matt Johnson
Matt Johnson (nascut al barri d'East End el 15 d'agost de 1961) és un cantant i compositor anglès més conegut com a vocalista i únic membre constant de la seva banda The The. També és compositor bandes sonores de pel·lícules de cinema (Cineola), editor (Fifty First State Press), productor radiofònic (Radio Cineola), i activista conservacionista a nivell local.

## Infantesa
Johnson era un dels quatre germans que creixen a l'est de Londres. Gran part de la seva joventut va transcórrer a dins o al voltant de 'The Two Puddings', un bar de Londres dirigit per la seva família al llarg de 40 anys.

## Carrera musical
En 1979, Johnson va publicar un anunci a NME que buscava persones amb gusts afins per Velvet Underground, The Residents i Throbbing Gristle, per formar una banda amb ell. The The va començar com a duo, després un quartet, i des de llavors una entitat singular amb rotació de músics entre els quals Johnny Marr, Simon Fisher Turner i Sinéad O'Connor. "M'agrada pensar en The The com una cosa fluida", va dir Johnson en una entrevista de Melody Maker de 1993. "La gent pot treballar amb mi, després parar una mica i tornar a treballar".
El 1983, Johnson havia signat un contracte amb Sony Music i va publicar el disc debut Soul The Mining. El 1986, The The va llançar el seu segon àlbum Infected, que va aconseguir el número 14 en el British Albums Chart i va romandre al gràfic durant 30 setmanes, convertint-lo en l'àlbum de més èxit del mercat fins a la data. Infected: The Movie va ser l'acompanyament de la pantalla a l'àlbum.
The The va continuar llançant més àlbums a través de Sony Music, incloent Mind Bomb (1989), Dusk (1993), Hanky Panky (1995), NakedSelf (2000) i àlbum de recopilació 45 RPM: The Singles of The The (2002).
El germà menor de Johnson, Eugene, va morir el 1989. L'impacte de la mort d'Eugene Johnson en Matt Johnson i la seva creativitat és objecte del documental THE INERTIA VARIATIONS de 2017, dirigit per Johanna St Michaels (Ex-muller de Matt), que se centra en la vida de Matt Johnson i equip que l'envolta. La pel·lícula rep el nom d'una col·lecció original de poesia de John Tottenham i més tard va ser seleccionada per al premi "Millor pel·lícula Q" als premis 'Q' de la revista Q.
Tot i no publicar música com The The en 15 anys abans de 2017, Johnson va treballar com a fundador i emissor de Radio Cineola, i també va col·laborar molt amb el seu germà Gerard, component la banda sonora completa per a dues de les pel·lícules del mateix Gerard; Tony (2009) i Hyena (2014).